# Cheumatopsyche pasella
Cheumatopsyche pasella là một loài Trichoptera trong họ Hydropsychidae. Chúng phân bố ở miền Tân bắc.